# Franz Fischer (Staatssekretär)
Franz Fischer (* 3. März 1889 in Pfaffenhofen an der Roth-Kadeltshofen, Landkreis Neu-Ulm; † 16. August 1962 in Herrsching am Ammersee) war ein deutscher Ingenieur, bayerischer Verwaltungsbeamter und Staatssekretär.

## Leben
Franz Fischer studierte Kulturingenieurwesen. Nach abgelegter Staatsprüfung fand er 1918 Anstellung beim Kulturbauamt in Ingolstadt; anschließend langjähriger Mitarbeiter im Kulturbauamt München, zuletzt als Regierungsrat 1. Klasse. Am 12. Mai 1945 wurde er von der amerikanischen Militärregierung mit der kommissarischen Leitung des Staatlichen Bauwesens in Bayern beauftragt. Kurz darauf wurde Fischer als Ministerialrat zum Leiter der Bauabteilung im bayerischen Innenministerium ernannt. Ab 1950 war er in der Bayerischen Staatsbauverwaltung als Leiter der Obersten Baubehörde tätig.
Er war zugleich Staatssekretär für das Bauwesen in Bayern im Bayerischen Staatsministerium des Inneren im
- Kabinett Ehard I (1946–1947), Staatssekretär unter Innenminister Josef Seifried (SPD) ab 10. Januar 1947[1]
- Kabinett Ehard II (1947–1950), Staatssekretär unter Innenminister Willi Ankermüller (CSU)[2]

Er war als Privatmann Planer des Neubaus für die Kriegergedächtniskapelle in seiner Heimatgemeinde Kadeltshofen/Remmeltshofen.
1959 wurde er von Kardinal-Großmeister Nicola Kardinal Canali zum Ritter des Ritterordens vom Heiligen Grab zu Jerusalem ernannt und am 6. Juni 1959 durch Lorenz Jaeger, Großprior der deutschen Statthalterei, investiert.
Er war Mitglied der katholischen Studentenverbindungen KStV Karolingia München und KSStV Alemannia München.

## Ehrungen
- Ehrenbürgerwürde der Gemeinde Kadeltshofen (3. März 1949)
- Ernennung zum Ritter des Ordens vom Heiligen Gregor dem Großen durch Papst Pius XII. (1958)
- Ritterschlag zum Ritter vom Heiligen Grab (1959)
- Großes Verdienstkreuz des Verdienstordens der Bundesrepublik Deutschland
- Bayerischer Verdienstorden